# Elporia spinulosa
Elporia spinulosa är en tvåvingeart som beskrevs av Edwards 1915. Elporia spinulosa ingår i släktet Elporia och familjen Blephariceridae. Inga underarter finns listade i Catalogue of Life.